# Список Героев Социалистического Труда (Вовк — Вяльчин)
Эта страница является частью списка Героев Социалистического Труда и перечисляет в алфавитном порядке лиц, удостоенных звания Героя Социалистического Труда, чьи фамилии начинаются с буквы «В», от Вовк до Вяльчин.
- Список не включает дважды и трижды Героев Социалистического Труда, а также лиц, лишённых этого звания.
- Список содержит информацию о датах жизни, роде деятельности и дате присвоения звания Героя.
- Герои, удостоенные звания посмертно, выделены в списке  серым цветом .
- Герои, сменившие фамилию после присвоения звания, приводятся в списках дважды, при этом строка с новой фамилией выделяется  бежевым цветом  и не имеет номера.

## Список людей, фамилии которых начинаются с «В»
| Навигационная таблица | Навигационная таблица | Навигационная таблица |
| --------------------- | --------------------- | --------------------- |
| «В»                   | Вавилин — Вдовицын    |                       |
| «В»                   | Вебер — Внученко      |                       |
| «В»                   | Вовк — Вяльчин        |                       |

| №          | Фамилия, имя, отчество             | Даты жизни              | Деятельность | Дата присвоения | ГС         |
| ---------- | ---------------------------------- | ----------------------- | --- | --------------- | ---------- |
| 1          | Вовк Анна Григорьевна              | 1908 — 27.09.1990       | Звеньевая колхоза имени Ильича Перещепинского района Днепропетровской области | 06.06.1949      | [ ГС 1 ]   |
| 2          | Вовк Варвара Евсеевна              | 03.01.1926 — 05.11.2008 | Доярка колхоза имени Ленина Гайсинского района Винницкой области | 22.03.1966      | [ ГС 2 ]   |
| 3          | Вовк Любовь Йосифовна              | 28.07.1933 — 24.07.2018 | Бригадир фасовщиков Львовского химико-фармацевтического завода Министерства медицинской промышленности СССР | 26.05.1977      | [ ГС 3 ]   |
| 4          | Вовк Яков Кононович                | 19.11.1916 — ????       | Комбайнёр Сигнаевской МТС Шполянского района Черкасской области | 26.08.1958      |            |
| 5          | Вовчек Иван Фомич                  | род. 1927               | Заведующий фермой колхоза «Днипро» Каменского района Черкасской области | 08.04.1971      | [ ГС 4 ]   |
| 6          | Вовчек Татьяна Семёновна           | 20.04.1924 — 09.02.2005 | Звеньевая Деребчинского свеклосовхоза Министерства пищевой промышленности СССР, Шаргородский район Винницкой области                                                                                               | 30.04.1948      | [ ГС 5 ]   |
| 7          | Вовченко Александра Тимофеевна     | 16.05.1924 — 07.03.2000 | Звеньевая колхоза «1-я пятилетка» Овидиопольского района Одесской области | 24.06.1949      | [ ГС 6 ]   |
| 8          | Вовченко Николай Васильевич        | 25.12.1915 — 05.02.1961 | Председатель колхоза имени Сталина Криворожского района Днепропетровской области | 26.08.1958      | [ ГС 7 ]   |
| 9          | Вовченко Фёдор Яковлевич           | 12.02.1912 — 02.07.1981 | Старший зоотехник колхоза «Страна Советов» Рубцовского района Алтайского края | 22.03.1966      | [ ГС 8 ]   |
| 10         | Водважко Николай Петрович          | 1904—1972               | Помощник начальника грузовой службы Моршанского отделения движения Московско-Рязанской железной дороги, Тамбовская область                                                                                         | 05.11.1943      | [ ГС 9 ]   |
| 11         | Водовская Антонина Афанасьевна     | 1917 — ????             | Звеньевая колхоза «Социалистична перебудова» Лысогорского района Николаевской области | 16.02.1948      | [ ГС 10 ]  |
| 12         | Водолага Лука Сергеевич            | 25.12.1919 — 08.11.1991 | Председатель колхоза имени Чапаева Нехворощанского района Полтавской области | 10.05.1948      | [ ГС 11 ]  |
| 13         | Водолазский Иван Денисович         | 12.01.1919 — 08.01.1980 | Управляющий отделением зернового совхоза «Красноармеец» Министерства совхозов СССР, Ворошиловградская область | 13.03.1948      | [ ГС 12 ]  |
| 14         | Водяник Тимофей Иванович           | 20.02.1915 — 27.03.1998 | Бригадир колхоза «Радянська Украина» Чернобаевского района Черкасской области | 23.06.1966      | [ ГС 13 ]  |
| 15         | Водяницкий Григорий Петрович       | 13.04.1926 — 09.07.2002 | Первый секретарь Михайловского райкома Компартии Украины, Запорожская область | 22.12.1977      | [ ГС 14 ]  |
| 16         | Воевода Иван Афанасьевич           | 21.09.1929 — 18.12.2013 | Бригадир каменщиков управления начальника работ № 113 треста № 7 Министерства строительства предприятий тяжёлой индустрии СССР, гор. Ростов-на-Дону                                                                | 05.04.1971      | [ ГС 15 ]  |
| 17         | Воеводин Пётр Иванович             | 12.07.1884 — 25.11.1964 | Участник революционного движения, персональный пенсионер, гор. Москва | 02.01.1964      | [ ГС 16 ]  |
| 17.000001  | Вожжова Мария Михайловна           | род. 23.05.1929         | Звеньевая совхоза «Анжерский» Министерства совхозов СССР, Анжеро-Судженский район Кемеровской области | 03.07.1950      | [ ГС 17 ]  |
| 18         | Воздвиженский Борис Васильевич     | 12.03.1912 — 21.05.1997 | Учитель средней школы № 124, гор. Москва | 01.07.1968      | [ ГС 18 ]  |
| 19         | Возженникова Анна Меркурьевна      | 05.03.1922 — 2009       | Доярка племенного завода «Соколовка» Зуевского района Кировской области | 22.03.1966      | [ ГС 19 ]  |
| 20         | Возиян Леонтий Андреевич           | 1914—1982               | Звеньевой колхоза «Интенсивник» Слободзейского района Молдавской ССР | 09.03.1949      | [ ГС 20 ]  |
| 21         | Вознесенский Андрей Иванович       | 31.08.1921 — 14.06.2013 | Директор Центрального научно-исследовательского института имени академика А. Н. Крылова Министерства судостроительной промышленности СССР, гор. Ленинград                                                          | 25.07.1966      | [ ГС 21 ]  |
| 22         | Возный Григорий Феофанович         | 05.05.1922 — 13.09.1991 | Первый секретарь Пирятинского райкома Компартии Украины, Полтавская область | 24.12.1976      | [ ГС 22 ]  |
| 23         | Возный Михаил Фёдорович            | 01.06.1913 — 05.03.1992 | Машинист экскаватора строительного управления № 1 треста «Иртышуглестрой» комбината «Карагандашахтострой» Министерства строительства предприятий угольной промышленности СССР, гор. Экибастуз Павлодарской области | 26.04.1957      | [ ГС 23 ]  |
| 24         | Вознюк Василий Иванович            | 01.01.1907 — 12.09.1976 | Начальник 4-го Государственного центрального полигона Министерства обороны СССР, генерал-полковник артиллерии | 17.06.1961      | [ ГС 24 ]  |
| 25         | Вознюк Любовь Семёновна            | род. 26.01.1942         | Заведующая фермой колхоза «Рассвет» Новотроицкого района Херсонской области | 07.06.1986      | [ ГС 25 ]  |
| 26         | Войнаревич Олег Агафонович         | 1914 — ????             | Директор каракулеводческого совхоза «Сараджинский» Министерства внешней торговли СССР, Тахта-Базарский район Марыйской области                                                                                     | 15.09.1948      |            |
| 27         | Войтас Вячеслав Михайлович         | 1926 — ????             | Бригадир монтажников строительно-монтажного управления № 8 треста «Каховсельстрой» Министерства сельского строительства СССР, гор. Каховка Херсонской области                                                      | 07.05.1971      | [ ГС 26 ]  |
| 28         | Войтенко Нина Васильевна           | 1918 — ????             | Звеньевая колхоза имени Будённого Лабинского района Краснодарского края | 06.05.1948      | [ ГС 27 ]  |
| 29         | Войтенко Нина Ефимовна             | 18.06.1928 — 30.04.2008 | Учительница средней школы № 32, гор. Одесса | 27.06.1978      | [ ГС 28 ]  |
| 30         | Войтецкий Владимир Константинович  | 08.03.1933 — 14.01.2017 | Бригадир колхоза имени Калинина Глубокского района Витебской области | 23.06.1966      | [ ГС 29 ]  |
| 31         | Войтович Алексей Михайлович        | 12.03.1927 — 22.08.1982 | Сталевар мартеновского цеха завода «Амурсталь» Хабаровского совнархоза, гор. Комсомольск-на-Амуре | 19.07.1958      | [ ГС 30 ]  |
| 32         | Войтышин Дмитрий Трофимович        | 1912 — ????             | Председатель колхоза «Украина» Гайворонского района Кировоградской области | 26.02.1958      | [ ГС 31 ]  |
| 33         | Войтюк Мария Ивановна              | род. 1922               | Звеньевая колхоза имени Шевченко Рожищенского района Волынской области | 23.07.1951      |            |
| 34         | Войцехов Николай Фёдорович         | 1905 — ????             | Управляющий отделением Ленинского свеклосовхоза Министерства пищевой промышленности СССР, Кегичёвский район Харьковской области                                                                                    | 30.04.1948      | [ ГС 32 ]  |
| 35         | Войцеховский Владимир Михайлович   | 21.01.1938 — 23.08.2018 | Тракторист-комбайнёр совхоза имени Кошевого Октябрьского района Тургайской области | 24.12.1976      | [ ГС 33 ]  |
| 36         | Войцеховский Михаил Иванович       | 21.11.1896 — 15.05.1982 | Председатель исполкома Киево-Святошинского районного Совета депутатов трудящихся Киевской области | 26.02.1958      | [ ГС 34 ]  |
| 37         | Войченко Феодосий Филиппович       | 11.01.1930 — 04.10.1997 | Наладчик Пермского велосипедного завода Министерства машиностроения СССР | 26.04.1971      | [ ГС 35 ]  |
| 38         | Волга Пётр Андреевич               | 1930—1992               | Механизатор колхоза имени Калинина Радомышльского района Житомирской области | 08.12.1973      |            |
| 39         | Волгин Виктор Николаевич           | 1927 — 01.04.2003       | Формовщик Подольского механического завода имени М. И. Калинина Министерства машиностроения для лёгкой и пищевой промышленности и бытовых приборов СССР, Московская область                                        | 04.07.1966      | [ ГС 36 ]  |
| 40         | Волгин Николай Николаевич          | 02.12.1907 — 26.03.1999 | Начальник Первого Главного строительного управления Министерства среднего машиностроения СССР, генерал-майор инженерно-технической службы, гор. Москва                                                             | 07.03.1962      | [ ГС 37 ]  |
| 41         | Волик Георгий Кононович            | 21.01.1906 — 08.09.1992 | Директор завода № 199 Хабаровского совнархоза | 28.04.1963      | [ ГС 38 ]  |
| 42         | Волик Мария Кондратьевна           | 1891 — ????             | Звеньевая колхоза имени Ворошилова Варвинского района Черниговской области | 21.05.1949      |            |
| 43         | Волик Трофим Арсентьевич           | 1905—1966               | Бригадир колхоза имени Ворошилова Варвинского района Черниговской области | 21.05.1949      |            |
| 44         | Воликов Василий Гаврилович         | род. 15.07.1938         | Машинист локомотивного депо Красный Лиман Донецкой железной дороги, Донецкая область | 03.08.1984      | [ ГС 39 ]  |
| 45         | Волк Валентина Филипповна          | 20.10.1929 — 09.07.2006 | Свинарка колхоза «Коммунист» Ямпольского района Сумской области | 08.04.1971      | [ ГС 40 ]  |
| 46         | Волк Владимир Иванович             | 24.07.1915 — 21.12.1991 | Слесарь-инструментальщик научно-производственного объединения «Исток» Министерства электронной промышленности СССР, гор. Фрязино Московской области                                                                | 29.07.1966      | [ ГС 41 ]  |
| 47         | Волков Анатолий Иванович           | 15.03.1927 — 28.02.2014 | Старший вальцовщик завода «Запорожсталь» Запорожского совнархоза | 28.05.1960      | [ ГС 42 ]  |
| 48         | Волков Борис Фёдорович             | 13.07.1919 — 12.07.1991 | Председатель колхоза «Родина» Угличского района Ярославской области | 08.04.1971      | [ ГС 43 ]  |
| 49         | Волков Василий Иванович            | 10.01.1926 — 14.04.1997 | Комбайнер совхоза «Спартак» Еланского района Волгоградской области | 07.12.1973      | [ ГС 44 ]  |
| 50         | Волков Василий Михайлович          | 20.04.1912 — 19.11.1984 | Председатель колхоза имени Ленина Асиновского района Томской области | 23.06.1966      | [ ГС 45 ]  |
| 51         | Волков Василий Николаевич          | 22.02.1931 — 03.07.1998 | Механизатор колхоза «Большевистская весна» Ржевского района Калининской области | 23.06.1966      |            |
| 52         | Волков Вениамин Васильевич         | 20.01.1921 — 21.02.2019 | Начальник кафедры офтальмологии Военно-медицинской академии имени С. М. Кирова, главный офтальмолог Министерства обороны СССР, генерал-майор медицинской службы, гор. Ленинград                                    | 16.02.1982      | [ ГС 46 ]  |
| 53         | Волков Виктор Николаевич           | 1927 — ????             | Бригадир токарей-расточников завода «Калугаприбор» Министерства промышленности средств связи СССР, гор. Калуга | 08.06.1977      | [ ГС 47 ]  |
| 54         | Волков Владимир Михайлович         | род. 1927               | Сталевар Донецкого металлургического завода Министерства чёрной металлургии Украинской ССР | 22.03.1966      |            |
| 55         | Волков Евгений Борисович           | 26.03.1923 — 11.03.2008 | Начальник Научно-исследовательского института № 4 Министерства обороны СССР, генерал-майор, Московская область | 12.08.1976      | [ ГС 48 ]  |
| 56         | Волков Иван Васильевич             | 14.07.1925 — 10.12.2010 | Охотник совхоза «Среднеколымский» Среднеколымского района Якутской АССР | 08.04.1971      | [ ГС 49 ]  |
| 57         | Волков Иван Михайлович             | 01.01.1926 — 02.07.2006 | Электросварщик специализированного управления № 6 сварочно-монтажного треста Министерства газовой промышленности СССР, Коми АССР                                                                                   | 30.03.1971      | [ ГС 50 ]  |
| 58         | Волков Михаил Талимонович          | 1903 — ????             | Ветеринарный фельдшер колхоза имени Мануильского Житомирского района Житомирской области | 10.07.1950      |            |
| 59         | Волков Николай Александрович       | 04.05.1913 — 13.08.2001 | Токарь-расточник Ульяновского завода тяжёлых и уникальных станков Министерства станкостроительной и инструментальной промышленности СССР                                                                           | 05.04.1971      | [ ГС 51 ]  |
| 60         | Волков Николай Васильевич          | 05.08.1937 — 03.01.2020 | Бригадир комплексной бригады строительного управления № 2 треста «Кузнецкметаллургстрой» Министерства строительства предприятий тяжёлой индустрии СССР, Кемеровская область                                        | 21.12.1970      | [ ГС 52 ]  |
| 61         | Волков Николай Кузьмич             | 12.08.1934 — 07.07.2000 | Сборщик покрышек шинного завода Ленинградского производственного объединения «Красный треугольник» Министерства нефтеперерабатывающей и нефтехимической промышленности СССР                                        | 15.01.1974      | [ ГС 53 ]  |
| 62         | Волков Павел Михайлович            | 11.07.1913 — 11.10.1985 | Председатель колхоза «Свободный труд» Краснослободского района Мордовской АССР | 22.03.1966      | [ ГС 54 ]  |
| 63         | Волков Сергей Васильевич           | 01.01.1927 — 2000       | Бригадир слесарей-судосборщиков Ленинградского судостроительного завода имени А. А. Жданова Министерства судостроительной промышленности СССР                                                                      | 26.04.1971      | [ ГС 55 ]  |
| 64         | Волков Тимофей Васильевич          | род. 26.04.1931         | Бригадир совхоза имени Ленина Иртышского района Павлодарской области | 19.04.1967      | [ ГС 56 ]  |
| 65         | Волков Юрий Петрович               | 01.12.1939 — 05.03.2021 | Капитан сейнера-траулера «Скадовск» Приморского производственного объединения рыбной промышленности Министерства рыбного хозяйства СССР, Приморский край                                                           | 01.11.1984      | [ ГС 57 ]  |
| 66         | Волкова Акулина Сафроновна         | 21.06.1908 — 30.07.1989 | Звеньевая семеноводческого совхоза «Кубань» Министерства совхозов СССР, Гулькевичский район Краснодарского края | 06.04.1948      | [ ГС 58 ]  |
| 67         | Волкова Александра Павловна        | 26.03.1903 — 25.12.1994 | Доярка племенного молочного совхоза «Караваево» Министерства совхозов СССР, Костромской район Костромской области                                                                                                  | 25.08.1948      | [ ГС 59 ]  |
| 68         | Волкова Любовь Григорьевна         | 17.07.1927 — 31.10.2014 | Старший оператор Ново-Уфимского нефтеперерабатывающего завода Башкирского совнархоза | 07.03.1960      | [ ГС 60 ]  |
| 68.000002  | Волкова Мария Александровна        | 01.08.1926 — 13.02.2000 | Звеньевая колхоза «Красный маяк» Гдовского района Псковской области | 27.04.1948      | [ ГС 61 ]  |
| 69         | Волкова Мария Александровна        | 12.04.1928 — 16.04.2013 | Бригадир слесарей по ремонту и монтажу судового оборудования Владивостокского Дальзавода Приморского совнархоза | 07.03.1960      | [ ГС 62 ]  |
| 70         | Волкова Мария Сидоровна            | 25.10.1918 — 03.03.1997 | Доярка совхоза «Аксайский» Аксайского района Ростовской области | 22.03.1966      | [ ГС 63 ]  |
| 71         | Волкова Октябрина Ананьевна        | род. 1929               | Звеньевая колхоза имени Войкова Больше-Михайловского района Одесской области | 15.07.1949      | [ ГС 64 ]  |
| 72         | Волковинская Прасковья Григорьевна | 11.10.1938 — 30.01.2006 | Ткачиха Дарницкого шёлкового комбината Министерства лёгкой промышленности Украинской ССР, гор. Киев | 05.03.1976      | [ ГС 65 ]  |
| 73         | Волнянский Кирилл Виссарионович    | 23.12.1916 — 24.12.1986 | Первый секретарь Чадыр-Лунгского райкома Компартии Молдавии | 15.02.1957      | [ ГС 66 ]  |
| 74         | Волобуев Александр Тарасович       | 19.04.1910 — 10.04.1999 | Бригадир тракторной бригады Верхне-Серогозской МТС Нижне-Серогозского района Херсонской области | 26.08.1958      | [ ГС 67 ]  |
| 75         | Волобуев Андрей Алексеевич         | 20.01.1913 — 1993       | Бригадир комплексной бригады каменщиков строительно-монтажного управления № 1 треста «Ставропольпромстрой» Ставропольского совнархоза                                                                              | 09.08.1958      | [ ГС 68 ]  |
| 76         | Волов Василий Иванович             | 10.02.1927 — 23.01.1999 | Шофёр Устьянского леспромхоза Министерства лесной и деревообрабатывающей промышленности СССР, Архангельская область                                                                                                | 07.05.1971      | [ ГС 69 ]  |
| 77         | Воловик Василий Семёнович          | 04.03.1928 — 27.12.2012 | Старший мастер энергоблока Приднепровской ГРЭС Днепроэнерго Министерства энергетики и электрификации Украинской ССР                                                                                                | 04.10.1966      | [ ГС 70 ]  |
| 78         | Воловченко Иван Платонович         | 02.01.1917 — 25.03.1998 | Директор совхоза «Петровский» Добринского района Липецкой области | 31.12.1961      | [ ГС 71 ]  |
| 79         | Вологин Владимир Леонтьевич        | 01.11.1929 — 28.04.1998 | Капитан-бригадир рыболовного сейнера рыболовецкого колхоза «Черноморец», гор. Новороссийск Краснодарского края | 13.04.1963      | [ ГС 72 ]  |
| 80         | Володин Александр Александрович    | 18.12.1927 — 08.08.2013 | Директор Новокузнецкого алюминиевого завода Министерства цветной металлургии СССР, Кемеровская область | 30.03.1971      | [ ГС 73 ]  |
| 81         | Володин Алексей Михайлович         | 18.12.1927 — 24.03.2018 | Шлифовщик Ковровского электромеханического завода Министерства оборонной промышленности СССР, Владимирская область                                                                                                 | 26.04.1971      | [ ГС 74 ]  |
| 82         | Володин Борис Михайлович           | род. 21.08.1931         | Председатель колхоза имени XII съезда КПСС Зеленчукского района Карачаево-Черкесской автономной области | 30.04.1966      | [ ГС 75 ]  |
| 83         | Володкевич Елизавета Трофимовна    | 28.03.1923 — 17.06.1999 | Звеньевая колхоза имени Чапаева Воложинского района Минской области | 30.04.1966      | [ ГС 76 ]  |
| 84         | Володова Мария Захаровна           | 15.12.1928 — 19.07.2010 | Звеньевая колхоза «Украина» Куйбышевского района Запорожской области | 23.06.1966      | [ ГС 77 ]  |
| 85         | Володько Адольф Адольфович         | 17.07.1946 — 28.03.2019 | Председатель колхоза имени Суворова Поставского района Витебской области | 17.08.1988      | [ ГС 78 ]  |
| 86         | Володько Михаил Никитич            | 26.10.1904 — 03.06.1978 | Председатель колхоза имени Гастелло Минского района Минской области | 18.01.1958      | [ ГС 79 ]  |
| 87         | Володьков Иван Иванович            | 19.06.1929 — 09.02.1991 | Бригадир колхоза имени Димитрова Чернышковского района Волгоградской области | 07.12.1973      | [ ГС 80 ]  |
| 88         | Воложенин Андрей Григорьевич       | 27.10.1902 — 14.09.1975 | Директор Приморской краевой сельскохозяйственной опытной станции, Приморский край | 22.03.1966      | [ ГС 81 ]  |
| 89         | Воложенинов Иван Васильевич        | 06.07.1904 — 11.07.1983 | Машинист экскаватора Лапчинского разреза комбината «Свердловскуголь» Министерства угольной промышленности восточных районов СССР, Свердловская область                                                             | 28.08.1948      | [ ГС 82 ]  |
| 90         | Волокитин Иван Сафронович          | 20.08.1909 — 09.08.1984 | Бригадир колхоза «20-я годовщина Октября» Острогожского района Воронежской области | 18.01.1948      | [ ГС 83 ]  |
| 91         | Волокитина Ксения Ивановна         | 25.03.1922 — 05.11.2001 | Телятница колхоза «1 Мая» Острогожского района Воронежской области | 08.04.1971      | [ ГС 84 ]  |
| 91.000003  | Волосенко Александра Владимировна  | род. 03.05.1930         | Звеньевая виноградарского совхоза «Коктебель» Министерства пищевой промышленности СССР, Кировский район Крымской области                                                                                           | 23.07.1951      | [ ГС 85 ]  |
| 92         | Волосюк Фёдор Константинович       | 18.01.1921 — 23.06.2000 | Председатель колхоза «XXI съезд КПСС» Кобринского района Брестской области | 22.03.1966      | [ ГС 86 ]  |
| 93         | Волосян Анастасия Михайловна       | 1917 — ????             | Звеньевая Весёло-Подолянского свеклосовхоза Министерства пищевой промышленности СССР, Семёновский район Полтавской области                                                                                         | 29.08.1949      |            |
| 94         | Волоха Пётр Федосеевич             | 27.12.1939 — 11.11.2020 | Директор совхоза «Плосковский» Броварского района Киевской области | 07.07.1986      | [ ГС 87 ]  |
| 95         | Волохина Нина Серафимовна          | 06.01.1927 — 25.08.1996 | Доярка колхоза имени Кирова Бутурлиновского района Воронежской области | 22.03.1966      | [ ГС 88 ]  |
| 96         | Волошина Мария Ермолаевна          | 1926—1979               | Доярка колхоза «Объединение» Улётовского района Читинской области | 22.03.1966      | [ ГС 89 ]  |
| 97         | Волошина Ольга Демидовна           | 1908—1968               | Звеньевая колхоза «Ударник второй пятилетки» Чкаловского района Чкаловской области | 03.04.1948      | [ ГС 90 ]  |
| 98         | Волощук Иван Софронович            | 1904—1958               | Старший агроном Ленгерской МТС Георгиевского района Южно-Казахстанской области | 28.03.1948      | [ ГС 91 ]  |
| 99         | Волощук Ольга Корнеевна            | 16.01.1930 — 09.01.2019 | Доярка колхоза «Новый путь» Котовского района Одесской области | 26.02.1958      | [ ГС 92 ]  |
| 100        | Волощук Семён Николаевич           | 16.04.1911 — 08.06.2004 | Генеральный директор смешанного советско-германского акционерного общества «Висмут» | 15.04.1981      | [ ГС 93 ]  |
| 101        | Волхонская Александра Андреевна    | 1927 — ????             | Доярка Карачевской птицефабрики Калужского района Калужской области | 22.03.1966      | [ ГС 94 ]  |
| 102        | Волчихин Валентин Георгиевич       | 14.02.1925 — 26.08.1983 | Комбайнёр Кущёвской МТС Краснодарского края | 13.06.1952      | [ ГС 95 ]  |
| 103        | Волчихина Дина Ивановна            | 26.07.1933 — 18.07.2021 | Звеньевая Бжедуховского овощесеменоводческого совхоза Белореченского района Краснодарского края | 30.04.1966      | [ ГС 96 ]  |
| 104        | Волынец Иван Романович             | 1915—1995               | Председатель колхоза «Дружба» Жашковского района Черкасской области | 23.06.1966      |            |
| 105        | Волынкин Николай Петрович          | 27.11.1913 — 24.11.1956 | Звеньевой колхоза «Молот» Шегарского района Томской области | 30.03.1948      | [ ГС 97 ]  |
| 106        | Волыхин Анатолий Фёдорович         | 12.05.1925 — 08.10.2008 | Машинист экскаватора Оленегорского горнообогатительного комбината Министерства чёрной металлургии СССР, Мурманская область                                                                                         | 22.03.1966      | [ ГС 98 ]  |
| 107        | Вольфсон Илья Владимирович         | 30.07.1913 — 05.05.1982 | Начальник управления строительства Рефтинской ГРЭС Министерства энергетики и электрификации СССР, Свердловская область                                                                                             | 24.06.1981      | [ ГС 99 ]  |
| 108        | Вон Менсан                         | 1892 — ????             | Звеньевой колхоза «Полярная звезда» Средне-Чирчикского района Ташкентской области | 18.05.1949      | [ ГС 100 ] |
| 109        | Вондрухов Вальтер Степанович       | 27.11.1937 — 08.09.2010 | Бригадир водителей автомобилей управления «Спецтранс» Министерства жилищно-коммунального хозяйства РСФСР, гор. Ленинград                                                                                           | 14.08.1986      | [ ГС 101 ] |
| 110        | Вонсовский Сергей Васильевич       | 02.09.1910 — 11.08.1998 | Заведующий отделом Института физики металлов Уральского филиала Академии наук СССР, академик АН СССР, гор. Свердловск                                                                                              | 13.03.1969      | [ ГС 102 ] |
| 111        | Воол Хельбе Руубеновна             | 1937 — 04.01.2010       | Доярка совхоза «Куртна» Кохтла-Ярвеского района Эстонской ССР | 27.12.1976      |            |
| 112        | Вооленс Феликс                     | 09.03.1906 — 26.04.1966 | Капитан теплохода «Локса» Эстонского государственного морского пароходства Министерства морского флота ССР | 03.08.1960      | [ ГС 103 ] |
| 113        | Воргодяева Анна Ильинична          | род. 20.04.1950         | Доярка совхоза «Кряж» Волжского района Куйбышевской области | 29.08.1986      | [ ГС 104 ] |
| 114        | Воробей Анна Филипповна            | род. 1921               | Звеньевая семеноводческого колхоза «Жовтень» Новгород-Северского района Черниговской области | 04.05.1951      |            |
| 115        | Воробей Михаил Дмитриевич          | 24.04.1930 — 06.01.1994 | Председатель колхоза «Авангард» Осиповичского района Могилёвской области | 17.08.1988      | [ ГС 105 ] |
| 116        | Воробей Пётр Васильевич            | род. 01.03.1923         | Бригадир малой комплексной бригады Червенского леспромхоза Министерства лесной, целлюлозно-бумажной и деревообрабатывающей промышленности СССР, Минская область                                                    | 17.09.1966      | [ ГС 106 ] |
| 117        | Воробьёв Александр Васильевич      | 14.12.1906 — 20.10.1988 | Токарь Машиностроительного завода имени М. В. Хруничева Министерства общего машиностроения СССР, гор. Москва | 26.07.1966      | [ ГС 107 ] |
| 118        | Воробьёв Александр Иванович        | 1909—1981               | Директор Коста-Хетагуровской МТС Северо-Осетинской АССР | 09.03.1948      | [ ГС 108 ] |
| 119        | Воробьёв Алексей Дмитриевич        | 20.02.1922 — 25.11.2000 | Председатель колхоза имени Кирова Заокского района Тульской области | 11.12.1973      | [ ГС 109 ] |
| 120        | Воробьёв Алексей Петрович          | 1928 — 08.11.1989       | Бригадир плавильщиков Завода транспортного машиностроения имени Октябрьской революции Министерства оборонной промышленности СССР, гор. Омск                                                                        | 26.04.1971      | [ ГС 110 ] |
| 121        | Воробьёв Аркадий Иванович          | 11.01.1918 — 16.02.1993 | Старший осмотрщик путевых вагонов станции Горький-Сортировочный Горьковской железной дороги | 04.05.1971      | [ ГС 111 ] |
| 122        | Воробьёв Борис Михайлович          | 12.06.1922 — 17.08.2002 | Старший пилот-инспектор Таджикского управления гражданской авиации Министерства гражданской авиации СССР, гор. Душанбе                                                                                             | 13.05.1977      | [ ГС 112 ] |
| 123        | Воробьёв Борис Михайлович          | 09.01.1921 — 2008       | Токарь Машиностроительного и металлургического Кировского завода Министерства оборонной промышленности СССР, гор. Ленинград                                                                                        | 28.07.1966      | [ ГС 113 ] |
| 124        | Воробьёв Виталий Иванович          | 17.01.1928 — 04.04.2019 | Машинист бумагоделательной машины Калининградского целлюлозно-бумажного комбината № 1 Министерства целлюлозно-бумажной промышленности СССР                                                                         | 20.04.1971      | [ ГС 114 ] |
| 125        | Воробьёв Владимир Ильич            | 05.08.1905 — 02.03.1972 | Начальник комбината «Кузбассуголь» Министерства угольной промышленности восточных районов СССР, Кемеровская область                                                                                                | 28.08.1948      | [ ГС 115 ] |
| 126        | Воробьёв Владимир Петрович         | 19.03.1912 — 05.09.1992 | Начальник — главный конструктор ЦКБ-112 Государственного комитета по судостроению СССР, гор. Горький | 28.04.1963      | [ ГС 116 ] |
| 127        | Воробьёв Дмитрий Дмитриевич        | 1911 — ????             | Директор Авдеевского коксохимического завода Министерства чёрной металлургии Украинской ССР, Донецкая область | 30.03.1971      | [ ГС 117 ] |
| 128        | Воробьёв Иван Алексеевич           | 12.11.1899 — 07.08.1985 | Председатель колхоза имени Чкалова Кунцевского района Московской области | 07.04.1949      | [ ГС 118 ] |
| 129        | Воробьёв Иван Тимофеевич           | 27.08.1909 — 20.02.1981 | Председатель исполкома Романовского районного Совета депутатов трудящихся Саратовской области | 20.11.1958      | [ ГС 119 ] |
| 130        | Воробьёв Иван Тихонович            | 19.05.1920 — 12.02.2012 | Директор совхоза «Оресса» Светлогорского района Гомельской области | 22.03.1966      | [ ГС 120 ] |
| 131        | Воробьёв Николай Алексеевич        | 28.11.1913 — 13.04.2000 | Управляющий трестом «Нефтепроводмонтаж» Государственного производственного комитета по газовой промышленности СССР, Башкирская АССР                                                                                | 18.11.1964      | [ ГС 121 ] |
| 132        | Воробьёв Николай Васильевич        | 19.12.1922 — 11.01.2006 | Начальник строительно-монтажного участка Чаусского районного объединения «Сельхозтехника», Могилёвская область | 08.04.1971      | [ ГС 122 ] |
| 133        | Воробьёв Фёдор Григорьевич         | 21.02.1924 — 06.10.1976 | Старший мастер огнеупорного цеха Первоуральского динасового завода Свердловского совнархоза | 19.07.1958      | [ ГС 123 ] |
| 134        | Воробьёва Анна Исаевна             | 1922 — 26.02.1977       | Доярка совхоза «Баркава» Мадонского района Латвийской ССР | 10.03.1976      | [ ГС 124 ] |
| 135        | Воробьёва Анна Фёдоровна           | род. 1936               | Доярка совхоза «Коммунар» Красногвардейского района Ставропольского края | 22.03.1966      | [ ГС 125 ] |
| 136        | Воробьёва Наталья Илларионовна     | 1910 — 1987             | Звеньевая колхоза имени Крупской Кагановичского района Фрунзенской области | 15.02.1957      | [ ГС 126 ] |
| 137        | Ворожцов Николай Андреевич         | 08.05.1928 — 01.02.2009 | Токарь завода «Прогресс» Министерства общего машиностроения СССР, гор. Куйбышев | 26.07.1979      | [ ГС 127 ] |
| 138        | Ворона Иван Демьянович             | род. 10.11.1930         | Начальник Якутского геологического управления Министерства геологии РСФСР, гор. Якутск | 20.04.1971      | [ ГС 128 ] |
| 139        | Ворона Константин Константинович   | 10.04.1925 — 05.01.1997 | Формовщик Бердичевского завода химического машиностроения «Прогресс» Министерства химического и нефтяного машиностроения СССР, Житомирская область                                                                 | 20.04.1971      | [ ГС 129 ] |
| 140        | Ворона Любовь Кирилловна           | 07.04.1931 — 02.07.2021 | Заведующая молочнотоварной фермой колхоза «За мир» Магдалиновского района Днепропетровской области | 22.03.1966      | [ ГС 130 ] |
| 140.000004 | Ворона Мария Петровна              | род. 25.02.1921         | Звеньевая колхоза имени Кагановича Кировоградской области | 25.09.1948      |            |
| 141        | Ворона Николай Николаевич          | 09.05.1915 — 06.06.1994 | Старший обжигальщик Ямского доломитового завода Министерства чёрной металлургии Украинской ССР, Донецкая область                                                                                                   | 22.03.1966      | [ ГС 131 ] |
| 142        | Воронежцев Владимир Михайлович     | 15.04.1923 — 24.11.2013 | Управляющий отделением совхоза «Колыбельский» Чаплыгинского района Липецкой области | 08.04.1971      | [ ГС 132 ] |
| 143        | Вороненко Михаил Степанович        | 27.02.1927 — 09.06.2004 | Генеральный директор Львовского производственного объединения имени 50-летия Великой Октябрьской социалистической революции Министерства промышленности средств связи СССР                                         | 08.08.1985      | [ ГС 133 ] |
| 144        | Воронецкий Андрей Максимович       | 19.02.1920 — 14.01.1972 | Председатель колхоза «Гвардия» Свислочского района Гродненской области | 23.06.1966      | [ ГС 134 ] |
| 145        | Воронин Василий Петрович           | 10.08.1931 — 29.12.2024 | Первый секретарь Сальского райкома КПСС, Ростовская область | 23.12.1976      | [ ГС 135 ] |
| 146        | Воронин Виталий Васильевич         | 05.05.1941 — 03.03.1986 | Разливщик стали Новолипецкого металлургического комбината имени Ю. В. Андропова Министерства чёрной металлургии СССР                                                                                               | 26.11.1984      | [ ГС 136 ] |
| 147        | Воронин Владимир Максимович        | род. 10.02.1942         | Комбайнёр совхоза «Запорожский» Токмакского района Запорожской области | 06.08.1974      | [ ГС 137 ] |
| 148        | Воронин Григорий Иванович          | 21.12.1906 — 15.11.1987 | Главный конструктор завода № 124 Государственного комитета Совета Министров СССР по авиационной технике, Татарская АССР                                                                                            | 17.06.1961      | [ ГС 138 ] |
| 149        | Воронин Евгений Васильевич         | 24.02.1926 — 08.02.1981 | Вальщик леса Омутнинского леспромхоза Министерства лесной и деревообрабатывающей промышленности СССР, Кировская область                                                                                            | 07.05.1971      | [ ГС 139 ] |
| 150        | Воронин Иван Семёнович             | 28.08.1924 — 06.03.1981 | Директор Усть-Каменогорского свинцово-цинкового комбината имени В. И. Ленина Министерства цветной металлургии СССР, Восточно-Казахстанская область                                                                 | 30.03.1971      | [ ГС 140 ] |
| 151        | Воронин Иван Яковлевич             | 1928—1983               | Мастер паровозного депо Пологи Сталинской железной дороги, Запорожская область | 01.08.1959      | [ ГС 141 ] |
| 152        | Воронин Юрий Дмитриевич            | 23.04.1913 — 1989       | Директор хлопкового совхоза «Семеновод» Министерства совхозов СССР, Курган-Тюбинский район Сталинабадской области                                                                                                  | 01.04.1948      | [ ГС 142 ] |
| 153        | Воронина Александра Ивановна       | 17.02.1929 — 21.12.2000 | Звеньевая колхоза имени Карла Маркса Чкаловского района Горьковской области | 09.04.1949      | [ ГС 143 ] |
| 154        | Воронина Валентина Михайловна      | 01.07.1930 — 2008       | Клейщица резиновой обуви Ленинградского производственного объединения «Красный треугольник» Министерства нефтеперерабатывающей и нефтехимической промышленности СССР                                               | 10.03.1976      | [ ГС 144 ] |
| 155        | Воронина Екатерина Михайловна      | 1907 — 25.11.1989       | Бригадир племенного молочного совхоза «Караваево» Министерства совхозов СССР, Костромской район Костромской области                                                                                                | 25.08.1948      | [ ГС 145 ] |
| 156        | Воронина Раиса Петровна            | 18.08.1935 — 30.08.2016 | Ткачиха Арженского суконного комбината имени Красной Армии Министерства лёгкой промышленности РСФСР, гор. Рассказово Тамбовской области                                                                            | 05.04.1971      | [ ГС 146 ] |
| 157        | Воронков Анатолий Дмитриевич       | 22.02.1918 — 1966       | Председатель сельхозартели «Красные горные орлы» Урджарского района Семипалатинской области | 11.01.1957      | [ ГС 147 ] |
| 158        | Воронков Анатолий Константинович   | 29.06.1904 — 14.01.1969 | Управляющий трестом «Сталинуголь» комбината «Карагандауголь» Министерства угольной промышленности восточных районов СССР, Карагандинская область                                                                   | 28.08.1948      | [ ГС 148 ] |
| 159        | Воронков Владимир Андреевич        | 23.09.1926 — 07.03.1991 | Капитан среднего рыболовного тральщика «Наяхан» управления активного морского лова и транспорта Главсахалинрыбпрома Министерства рыбной промышленности СССР, гор. Невельск Сахалинской области                     | 02.03.1957      | [ ГС 149 ] |
| 160        | Воронов Александр Николаевич       | 30.11.1921 — 24.02.1997 | Бригадир колхоза «Красная смычка» Уржумского района Кировской области | 17.03.1948      | [ ГС 150 ] |
| 161        | Воронов Феодосий Дионисьевич       | 28.01.1904 — 05.10.1975 | Директор Магнитогорского металлургического комбината Челябинского совнархоза | 19.07.1958      | [ ГС 151 ] |
| 162        | Воронова Галина Фёдоровна          | род. 04.01.1927         | Доярка совхоза «Ингулець» Белозёрского района Херсонской области | 06.09.1973      |            |
| 163        | Воронова Прасковья Ивановна        | 1899—1976               | Звеньевая колхоза «Знамя Октября» Владимирского района Владимирской области | 18.03.1948      | [ ГС 152 ] |
| 164        | Воронова Серафима Евгеньевна       | 22.05.1925 — 08.02.2000 | Звеньевая семеноводческого колхоза «Союз строителей» Ояшинского района Новосибирской области | 20.03.1949      | [ ГС 153 ] |
| 165        | Воронцева Мария Константиновна     | род. 22.07.1935         | Бригадир батарейно-откормочного цеха Россошанской птицефабрики Воронежской области | 06.09.1973      | [ ГС 154 ] |
| 166        | Воронцов Анатолий Александрович    | 1910 — ????             | Директор Унароковской МТС Ярославского района Краснодарского края | 06.05.1948      | [ ГС 155 ] |
| 167        | Воронцов Аркадий Фёдорович         | 1909 — 16.07.1971       | Старший зоотехник подсобного хозяйства «Первомайское» хозяйственного управления Комитета государственной безопасности при Совете Министров СССР, Ленинский район Московской области                                | 05.08.1954      | [ ГС 156 ] |
| 168        | Воронцов Валерий Владимирович      | род. 06.06.1940         | Бригадир слесарей механо-сборочных работ Ленинградского объединения электронного приборостроения «Светлана» Министерства электронной промышленности СССР                                                           | 23.04.1986      | [ ГС 157 ] |
| 169        | Воронцов Дмитрий Ефимович          | 21.10.1916 — ????       | Газоэлектросварщик 12-го Авиационного ремонтного завода Министерства обороны СССР, гор. Хабаровск | 15.06.1971      | [ ГС 158 ] |
| 170        | Воронцов Юрий Михайлович           | 1922 — 02.05.1992       | Рабочий предприятия Министерства электронной промышленности СССР, гор. Москва | 29.07.1966      |            |
| 171        | Воронцова Маргарита Алексеевна     | 23.06.1923 — 20.01.2015 | Врач детской больницы № 2, гор. Симферополь Крымской области | 04.02.1969      | [ ГС 159 ] |
| 172        | Воропаев Иван Данилович            | 27.01.1913 — 05.07.2002 | Слесарь треста «Моссантехстрой» № 1 Главмосстроя, гор. Москва | 01.02.1957      | [ ГС 160 ] |
| 173        | Воропаев Павел Александрович       | 21.11.1923 — 11.11.2001 | Председатель колхоза «Вперёд к коммунизму» Константиновского района Амурской области | 12.12.1988      | [ ГС 161 ] |
| 174        | Воротников Борис Васильевич        | 18.02.1928 — 23.12.2003 | Буровой мастер конторы бурения № 2 объединения «Сахалиннефть» Министерства нефтяной промышленности СССР, гор. Южно-Сахалинск Сахалинской области                                                                   | 30.03.1971      | [ ГС 162 ] |
| 175        | Воротников Виталий Иванович        | 20.01.1926 — 19.02.2012 | Член Политбюро ЦК КПСС, Председатель Совета Министров РСФСР, гор. Москва | 17.01.1986      | [ ГС 163 ] |
| 176        | Воротников Владимир Васильевич     | 04.06.1940 — 20.02.2022 | Электросварщик монтажно-строительного управления № 78 треста «Химэлектромонтаж» Министерства среднего машиностроения СССР, гор. Новосибирск                                                                        | 10.03.1981      | [ ГС 164 ] |
| 177        | Воротников Семён Павлович          | 1896 — ????             | Председатель колхоза «Заря Востока», гор. Талды-Курган | 28.03.1948      | [ ГС 165 ] |
| 178        | Воротников Сергей Илларионович     | 25.10.1929 — 08.10.2017 | Бригадир комплексной бригады горнорабочих очистного забоя шахты № 1 имени Косиора треста «Коммунарскуголь» комбината «Луганскуголь» Министерства угольной промышленности Украинской ССР, Луганская область         | 14.02.1966      | [ ГС 166 ] |
| 179        | Воротникова Серафима Васильевна    | 14.03.1929 — 27.12.2008 | Доярка совхоза «Масловский» Новоусманского района Воронежской области | 08.04.1971      | [ ГС 167 ] |
| 180        | Ворошилин Фёдор Кузьмич            | 18.02.1904 — 1976       | Бригадир полеводческой бригады молочного совхоза «Тяжинский» Министерства совхозов СССР, Тяжинский район Кемеровской области                                                                                       | 02.09.1949      | [ ГС 168 ] |
| 181        | Ворошилов Алексей Гордеевич        | 10.05.1906 — 10.1980    | Начальник шахтоуправления № 2 треста «Первомайскуголь», Ворошиловградская область | 26.04.1957      | [ ГС 169 ] |
| 182        | Ворошилов Анатолий Филиппович      | 07.08.1926 — 09.09.2012 | Звеньевой колхоза «Искра» Тимашёвского района Краснодарского края | 07.12.1973      | [ ГС 170 ] |
| 183        | Ворошилов Владимир Иванович        | род. 02.01.1937         | Тракторист Сумского районного объединения «Сельхозтехника» Сумской области | 22.12.1977      |            |
| 184        | Ворошилов Капитон Яковлевич        | 1912—1984               | Бригадир проходчиков шахты «Зиминка» комбината «Кузбассуголь» Министерства угольной промышленности восточных районов СССР, Кемеровская область                                                                     | 28.08.1948      | [ ГС 171 ] |
| 185        | Ворошилов Климент Ефремович        | 04.02.1881 — 02.12.1969 | Председатель Президиума Верховного Совета СССР, член Президиума ЦК КПСС гор. Москва | 07.05.1960      | [ ГС 172 ] |
| 186        | Ворошилова Зинаида Ивановна        | 05.03.1924 — 20.05.2005 | Начальник цеха клеточных несушек Серовской птицефабрики треста «Птицепром», Свердловская область | 08.04.1971      | [ ГС 173 ] |
| 187        | Ворсин Яков Васильевич             | 24.11.1926 — 03.08.1995 | Шофёр Хилокского леспромхоза Министерства лесной и деревообрабатывающей промышленности СССР, Читинская область | 07.05.1971      | [ ГС 174 ] |
| 188        | Ворфоломеев Дмитрий Павлович       | 10.09.1922 — 09.11.2016 | Токарь-фрезеровщик Куйбышевского авиационного завода Министерства авиационной промышленности СССР | 26.04.1971      | [ ГС 175 ] |
| 189        | Восилене Магда Стасевна            | 18.02.1914 — 06.12.1980 | Доярка колхоза «Шешупе» Капсукского района Литовской ССР | 05.04.1958      |            |
| 190        | Воскобойник Николай Николаевич     | 12.11.1937 — 01.10.1989 | Бригадир колхоза «Заветы Ильича» Матвеево-Курганского района Ростовской области | 08.04.1971      | [ ГС 176 ] |
| 191        | Восколупова Надежда Ивановна       | род. 07.06.1941         | Прессовщица Славянского керамического комбината Министерства промышленности строительных материалов Украинской ССР, Донецкая область                                                                               | 22.05.1986      | [ ГС 177 ] |
| 192        | Воскресенский Александр Васильевич | 29.01.1928 — 05.04.2014 | Директор Ижевского электромеханического завода Министерства общего машиностроения СССР, Удмуртская АССР | 26.04.1971      | [ ГС 178 ] |
| 193        | Воскресенский Леонид Александрович | 14.07.1913 — 15.12.1965 | Заместитель главного конструктора по отработке ракеты-носителя в лётных условиях ОКБ-1 Государственного Комитета Совета Министров СССР по оборонной технике, гор. Калининград Московской области                   | 21.12.1957      | [ ГС 179 ] |
| 194        | Воспитанникова Надежда Ефремовна   | 1924 — ????             | Флотатор обогатительной фабрики Алтын-Топканского комбината Ташкентского совнархоза | 07.03.1960      | [ ГС 180 ] |
| 194.000005 | Вострикова Прасковья Егоровна      | 19.10.1920 — 06.01.1997 | Доярка племенного молочного совхоза «Врачёво Горки» Министерства совхозов СССР, Луховицкий район Московской области                                                                                                | 09.10.1949      | [ ГС 181 ] |
| 195        | Востров Михаил Иванович            | 1896 — 23.04.1969       | Производитель работ треста «Мосотделстрой» № 1 Главмосстроя, гор. Москва | 01.02.1957      | [ ГС 182 ] |
| 196        | Востропятов Пётр Алексеевич        | 1914 — 04.03.1989       | Директор совхоза «Нестеровский» Нестеровского района Калининградской области | 22.03.1966      | [ ГС 183 ] |
| 197        | Вотинов Михаил Семёнович           | 09.01.1906 — 12.03.1977 | Бригадир формировщиков плотов Ново-Ильинского сплавного рейда, Нытвенский район Пермской области | 05.10.1957      | [ ГС 184 ] |
| 198        | Вотинцев Юрий Всеволодович         | 23.10.1919 — 29.11.2005 | Командующий Войсками противоракетной и противокосмической обороны Войск ПВО страны, генерал-полковник артиллерии, гор. Москва                                                                                      | 17.02.1984      | [ ГС 185 ] |
| 199        | Вотяков Леонид Иванович            | 18.02.1932 — 08.04.2018 | Бригадир забойщиков Гайского горно-обогатительного комбината имени Ленинского комсомола Министерства цветной металлургии СССР, Оренбургская область                                                                | 30.03.1971      | [ ГС 186 ] |
| 200        | Вотяков Николай Алексеевич         | 05.07.1930 — 12.11.2016 | Звеньевой совхоза имени 50 лет Октября Шацкого района Рязанской области | 08.04.1971      | [ ГС 187 ] |
| 201        | Воуба Александра Чичиковна         | 03.03.1931 — 15.03.2000 | Чаевод колхоза имени Махарадзе Очамчирского района Абхазской АССР | 12.12.1973      | [ ГС 188 ] |
| 202        | Вохидов Турсунбай                  | 14.07.1934 — 24.01.2007 | Механизатор колхоза имени Ленина Пролетарского района Ленинабадской области | 20.02.1978      | [ ГС 189 ] |
| 203        | Вохмянин Михаил Харитонович        | 23.10.1928 — 20.08.2008 | Бригадир слесарей-монтажников Нижнетагильского монтажного управления треста «Востокметаллургмонтаж» Министерства монтажных и специальных строительных работ СССР, Свердловская область                             | 26.05.1980      | [ ГС 190 ] |
| 204        | Вохмянина Ольга Павловна           | 26.05.1931 — 11.05.2000 | Прядильщица Реутовской хлопко-прядильной фабрики Министерства текстильной промышленности РСФСР, Московская область                                                                                                 | 23.04.1974      | [ ГС 191 ] |
| 205        | Вощинин Сергей Акимович            | 05.10.1896 — ????       | Главный агроном районного отдела сельского хозяйства Молотовского района Куйбышевской области | 26.02.1948      | [ ГС 192 ] |
| 206        | Воячек Владимир Игнатьевич         | 20.12.1876 — 19.10.1971 | Профессор-консультант учёного совета Военно-медицинской академии имени С. М. Кирова, академик Академии медицинских наук СССР, генерал-лейтенант медицинской службы, гор. Ленинград                                 | 26.12.1961      | [ ГС 193 ] |
| 207        | Врабий Ольга Калиновна             | род. 1934               | Главный врач Распопенской участковой больницы Резинского района Молдавской ССР | 23.10.1978      | [ ГС 194 ] |
| 208        | Врасий Николай Карпович            | 1896 — ????             | Заведующий фермой колхоза имени Сталина Песчанского района Винницкой области | 24.06.1949      |            |
| 209        | Врублевский Виктор Иванович        | 18.05.1930 — 31.12.2011 | Машинист вращающихся печей Теплоозёрского цементного завода Министерства промышленности строительных материалов СССР, Еврейская автономная область                                                                 | 28.07.1966      | [ ГС 195 ] |
| 210        | Врублевский Юлиан Адольфович       | 03.06.1910 — 15.11.2006 | Обмотчик Ленинградского электромашиностроительного объединения «Электросила» имени С. М. Кирова Министерства электротехнической промышленности СССР, гор. Ленинград                                                | 08.08.1966      | [ ГС 196 ] |
| 211        | Всеволожский Михаил Николаевич     | 07.11.1917 — 26.03.2000 | Первый секретарь Запорожского обкома Компартии Украины | 30.12.1974      | [ ГС 197 ] |
| 212        | Всемирнова Александра Дмитриевна   | 28.05.1898 — 13.01.1967 | Доярка племенного молочного совхоза «Караваево» Министерства совхозов СССР, Костромской район Костромской области                                                                                                  | 12.07.1949      | [ ГС 198 ] |
| 213        | Вставских Степан Александрович     | 26.08.1926 — 09.06.1981 | Тракторист совхоза «Цветочный» Русско-Полянского района Омской области | 11.01.1957      | [ ГС 199 ] |
| 214        | Вторушин Марк Илларионович         | 1914 — 13.07.1997       | Комбайнёр Каргапольской МТС Курганской области | 06.06.1952      | [ ГС 200 ] |
| 215        | Вул Бенцион Моисеевич              | 22.05.1903 — 09.04.1985 | Заведующий лабораторией физики диэлектриков Физического института Академии наук СССР, член-корреспондент АН СССР, гор. Москва                                                                                      | 13.03.1969      | [ ГС 201 ] |
| 216        | Вунк Арнольд Артурович             | 27.11.1922 — 11.02.1992 | Председатель колхоза «Куусалу» Харьюского района Эстонской ССР | 27.12.1976      | [ ГС 202 ] |
| 217        | Вустин Константин Дмитриевич       | род. 1935               | Кабельщик-спайщик управления Алма-Атинской городской телефонной сети Министерства связи Казахской ССР | 16.01.1974      | [ ГС 203 ] |
| 218        | Вучетич Евгений Викторович         | 28.12.1908 — 12.04.1974 | Скульптор-монументалист, народный художник СССР, гор. Москва | 15.10.1967      | [ ГС 204 ] |
| 219        | Выблов Василий Дмитриевич          | 30.10.1936 — 12.04.2011 | Старший чабан госплемовцезавода «Советское руно» Ипатовского района Ставропольского края | 22.06.1983      | [ ГС 205 ] |
| 220        | Выблов Семён Наумович              | 10.12.1898 — 11.12.1984 | Старший чабан племенного овцеводческого совхоза «Советское руно» Министерства совхозов СССР, Ипатовский район Ставропольского края                                                                                 | 22.10.1949      | [ ГС 206 ] |
| 221        | Выдрин Василий Сергеевич           | 26.08.1902 — 07.08.1975 | Директор совхоза «Песчанский» Министерства совхозов СССР, Максимо-Горьковский район Павлодарской области | 23.07.1948      | [ ГС 207 ] |
| 222        | Выдыш Анна Ефимовна                | 1925 — ????             | Звеньевая Сосновецкого свеклосовхоза Министерства пищевой промышленности СССР, Винницкая область | 30.04.1948      |            |
| 223        | Вырин Василий Филиппович           | 22.04.1913 — 07.10.1990 | Машинист тепловоза локомотивного депо Юдино Горьковской железной дороги, Татарская АССР | 04.08.1966      | [ ГС 208 ] |
| 223.000006 | Выросткова Нина Ивановна           | 20.12.1927 — ????       | Звеньевая свиноводческого совхоза № 2 Министерства совхозов СССР, Амвросиевский район Сталинской область | 14.05.1949      | [ ГС 209 ] |
| 224        | Вырро Густав Густавович            | 23.05.1921 — ????       | Председатель колхоза «Эду» Косеского района Эстонской ССР | 01.03.1958      | [ ГС 210 ] |
| 225        | Высицкий Фёдор Игнатьевич          | 1910 — ????             | Бригадир экспериментальной базы «Терезино» Киевской научно-исследовательской станции животноводства, Белоцерковский район Киевской области                                                                         | 12.08.1952      |            |
| 226        | Выскварко Арсений Николаевич       | 28.06.1924 — 1989       | Тракторист колхоза имени Тимирязева Копыльского района Минской области | 12.12.1973      | [ ГС 211 ] |
| 227        | Выслянская Мария Сергеевна         | 10.01.1925 — ????       | Звеньевая колхоза имени Кирова Чемеровецкого района Каменец-Подольской области | 16.02.1948      | [ ГС 212 ] |
| 228        | Высоцкий Александр Степанович      | 19.07.1934 — 11.06.2008 | Бурильщик рудоуправления имени Ф. Э. Дзержинского треста «Дзержинскруда» Министерства чёрной металлургии Украинской ССР, гор. Кривой Рог Днепропетровской области                                                  | 22.03.1966      | [ ГС 213 ] |
| 229        | Высочанская Вера Степановна        | род. 1928               | Звеньевая колхоза «Заповит Ильича» Арбузинского района Николаевской области | 23.04.1949      |            |
| 230        | Высочанский Иван Тимофеевич        | 1905—1988               | Бригадир колхоза «Заповит Ильича» Арбузинского района Николаевской области | 16.02.1948      | [ ГС 214 ] |
| 231        | Высоченко Николай Петрович         | 07.10.1926 — 28.05.1983 | Главный агроном колхоза «Радянська Украина» Скадовского района Херсонской области | 08.12.1973      | [ ГС 215 ] |
| 232        | Выходина Прасковья Егоровна        | 19.10.1920 — 06.01.1997 | Доярка племенного молочного совхоза «Врачёво Горки» Министерства совхозов СССР, Луховицкий район Московской области                                                                                                | 09.10.1949      | [ ГС 216 ] |
| 233        | Выходцев Кузьма Самойлович         | 20.03.1898 — 18.01.1964 | Заведующий конефермой колхоза «Искра» Бейского района Хакасской автономной области | 10.08.1949      | [ ГС 217 ] |
| 234        | Вышеславцев Юрий Фёдорович         | 01.04.1934 — 28.06.2020 | Начальник Всесоюзного промышленного объединения по добыче газа в Оренбургской области Министерства газовой промышленности СССР                                                                                     | 14.03.1979      | [ ГС 218 ] |
| 235        | Вышневая Ксения Архиповна          | 1920 — ????             | Звеньевая колхоза имени Шевченко Высокопольского района Херсонской области | 30.04.1949      | [ ГС 219 ] |
| 236        | Вышневский Владимир Петрович       | 02.05.1940 — 15.05.2015 | Тракторист колхоза имени Ворошилова Новоалександровского района Ставропольского края | 23.08.1990      | [ ГС 220 ] |
| 237        | Вьюгин Александр Михайлович        | 07.03.1930 — 16.08.1999 | Тракторист-машинист колхоза «Россия» Илекского района Оренбургской области | 12.04.1979      | [ ГС 221 ] |
| 238        | Вьюницкий Пётр Яковлевич           | 31.12.1922 — ????       | Бригадир колхоза имени Калинина Сребнянского района Черниговской области | 23.06.1966      | [ ГС 222 ] |
| 239        | Вюнш Владимир Владимирович         | 26.02.1914 — 21.04.1977 | Главный инженер Кунцевского механического завода Министерства радиопромышленности СССР, гор. Москва | 26.04.1971      | [ ГС 223 ] |
| 240        | Вязанкин Валентин Георгиевич       | 14.03.1935 — 24.11.2001 | Командир самолёта Северо-Кавказского управления гражданской авиации Министерства гражданской авиации СССР, гор. Волгоград                                                                                          | 31.03.1981      | [ ГС 224 ] |
| 241        | Вязьмин Иннокентий Николаевич      | 11.03.1930 — 26.09.1988 | Комбайнёр колхоза «Рассвет» Аларского района Усть-Ордынского Бурятского национального округа Иркутской области | 08.04.1971      | [ ГС 225 ] |
| 242        | Вяйнсалу Отто Густовович           | 05.11.1890 — 03.03.1969 | Бригадир совхоза «Уусна» Министерства совхозов СССР, Вильяндиский уезд Эстонской ССР | 05.10.1949      | [ ГС 226 ] |
| 243        | Вялков Юрий Яковлевич              | 24.10.1940 — 23.10.2018 | Слесарь-инструментальщик Пермского завода аппаратуры дальней связи Министерства промышленности средств связи СССР                                                                                                  | 10.03.1981      | [ ГС 227 ] |
| 244        | Вялова Людмила Ивановна            | 13.02.1932 — 24.05.2000 | Свинарка совхоза «Семисотка» Ленинского района Крымской области | 22.03.1966      | [ ГС 228 ] |
| 245        | Вялых Николай Иванович             | 29.12.1926 — 11.04.2000 | Фрезеровщик Научно-исследовательского института точного машиностроения Министерства электронной промышленности СССР, гор. Зеленоград, Москва                                                                       | 26.04.1971      | [ ГС 229 ] |
| 246        | Вяльчин Иван Сергеевич             | 12.09.1924 — 27.05.1990 | Обмотчик электрического цеха Иркутской ТЭЦ № 1 Министерства энергетики и электрификации СССР | 20.04.1971      | [ ГС 230 ] |

| Навигационная таблица | Навигационная таблица | Навигационная таблица |
| --------------------- | --------------------- | --------------------- |
| «В»                   | Вавилин — Вдовицын    |                       |
| «В»                   | Вебер — Внученко      |                       |
| «В»                   | Вовк — Вяльчин        |                       |